# 都城市立東小学校
都城市立東小学校（みやこのじょうしりつ ひがししょうがっこう）は、宮崎県都城市上東町にある公立小学校。

## 概要
歴史
1920年（大正9年）に「東尋常小学校」として開校。1947年（昭和22年）の学制改革により現校名となった。2015年（平成27年）に創立95周年を迎えた。
校章
校歌
1928年（昭和3年）制定。作詞は川越実による。
通学区域
都城市上東町、東町、天神町、中原町、妻ケ丘町、菖蒲原町、若葉町及び花繰町の全部並びに早鈴町の一部地域。中学校区は都城市立妻ヶ丘中学校。

## 沿革
- 1920年（大正9年）
  - 8月 - 東尋常小学校の設置が認可される。
  - 4月 - 校旗を制定。
  - 5月 - 「東尋常小学校」が開校。
- 1928年（昭和3年）5月 - 校歌を制定。
- 1941年（昭和16年）4月1日 - 国民学校令の施行により、「都城市東国民学校」に改称。尋常科を初等科に改める（初等科6年）。
- 1942年（昭和17年）5月 - 校旗を改定。
- 1945年（昭和20年）
  - 8月6日 - 空襲により、校舎を焼失。以後分散授業を余儀なくされる。
  - 9月 - 養糸試験場菖蒲原校舎を仮校舎として移転。
- 1947年（昭和22年）4月1日 - 学制改革（六・三制の実施）により「都城市立東小学校」（現校名）に改称。
- 1951年（昭和26年）2月 - 完全給食を開始。
- 1956年（昭和31年）8月 - 鉄筋コンクリート造校舎（6教室）が完成。
- 1957年（昭和32年）7月 - 鉄筋コンクリート造校舎（4教室）が完成。
- 1964年（昭和39年）8月 - プールが完成。
- 1972年（昭和47年）3月 - 体育館が完成。
- 1982年（昭和57年）3月 - 鉄筋コンクリート造3階建て教室が完成。
- 1985年（昭和60年）3月 - 鉄筋コンクリート造3階建ての管理棟が完成。
- 1990年（平成2年）7月 - イチョウを学校の木、サクラを学校の花木に制定。
- 1996年（平成8年）3月 - 北校舎が完成。
- 1997年（平成9年）
  - 2月 - コンピュータを設置。
  - 3月 - プールを改築。
- 1998年（平成10年）8月 - 運動場を整備。
- 2002年（平成14年）3月 - 新体育館が完成。
- 2003年（平成15年） - 韓国白石（ペッスク）初等学校との相互訪問を実施。

## 交通
最寄りの鉄道駅
- JR九州
  - 日豊本線・吉都線「都城駅」
  - 日豊本線「西都城駅」

最寄りのバス停
- 宮崎交通 「公園前」バス停

最寄りの幹線道路
- 宮崎県道33号都城北郷線
- 国道222号

## 周辺
- 都城市立妻ヶ丘中学校
- 宮崎県立都城商業高等学校
- 都城警察署

## 参考資料
- 「都城市史」（1954年（昭和29年）6月15日発行、都城市）